# Чемпіонат України з баскетболу 2006—2007: вища ліга
16-й чемпіонат України з баскетболу  у Вищій лізі   пройшов  з жовтня 2006-го по  травень 2007-го року.  Чемпіоном Вищої ліги вкотре  став  БК Київ-2  (Київ) .

### Підсумкова турнірна таблиця
| №  | Команда                    | В  | П  |
| -- | -------------------------- | -- | -- |
| 1  | БК Київ-2 (Київ)           | 14 | 4  |
| 2  | Баско-Динамо (Вінниця)     | 13 | 5  |
| 3  | Говерла (Івано-Франківськ) | 10 | 8  |
| 4  | КТУ (Кривий Ріг)           | 9  | 9  |
| 5  | МНТУ (Київ)                | 9  | 9  |
| 6  | Хімік-2 (Южне)             | 9  | 9  |
| 7  | Домоград (Одеса)           | 8  | 10 |
| 8  | Дніпро-2 (Дніпропетровськ) | 7  | 11 |
| 9  | Аджалик (Южне)             | 6  | 12 |
| 10 | Орлан (Сімферополь)        | 5  | 13 |

| №  | Команда                         | В  | П  |
| -- | ------------------------------- | -- | -- |
| 11 | Коксохім-Сталь (Алчевськ)       | 11 | 3  |
| 12 | Азовмаш-2 (Маріуполь)           | 10 | 4  |
| 13 | Миколаїв-2 (Миколаїв)           | 9  | 5  |
| 14 | Ферро-ЗНТУ (Запоріжжя)          | 8  | 6  |
| 15 | Тернопіль-ТНЕУ (Тернопіль)      | 6  | 8  |
| 16 | КДПУ Кривбасбаскет (Кривий Ріг) | 5  | 9  |
| 17 | Мавпа-Рятівник (Черкаси)        | 4  | 10 |
| 18 | ЛегкПром (Київ)                 | 3  | 11 |

## Склади  команд

### БК Київ-2 (Київ)
Балясников Владислав(191), Гуменюк Роман(219,5), Дмитренко Роман(197), Доценко Олександр(197), Конате Макс Адам(196), Кітік Лев(218), Кравцов В'ячеслав(207), Ларін Євгеній(208), Лебедінцев Андрій(186), Лукашов Денис Іванович(188), Новіков Андрій(198), Опрофат Антон(206), Отверченко Руслан Юрійович(193), Подолян Владислав(190), Максим Пустозвонов(198), Сліпенчук Артем(191), Тіщенко Олександр(204), Шурмель Всеволод(206).
Тренер:  Балашов Валерій.

### Баско-Динамо (Вінниця)
Агоста Олександр(204), Алфьоров Сергій (190), Бондаренко Євгеній (206), Денисюк Михайло(180), Дробот Олександр(205, Луганськ), Здирка Микола (201), Мягкий Дмитро (182), Овчарук Олександр (179), Подоляко Дмитро (187), Сандул Максим(205), Суліма Денис(204), Тарасюк Андрій(189), Тороп Юрій(200), Чорний Владислав (190), Яцик Денис(200, Коксохім-Сталь).
Тренер:  Сергій Бєлобородов

### Говерла (Івано-Франківськ)
Булах Олександр(202), Дадикін Сергій(200),  Кравець Сергій(195), Макаров Юрій(177), Марковецький Володимир(207),  Мудрак Максим (185), Площенко Олександр(200), Романків Юрій(196), Сажиєнко Валерій(195, Далевський Університет), Спиридонов  Денис(190),  Степовий Олег(210),  Федорчук Євген(200),  Чередниченко Олександр(190),  Шиманський Дмитро(183), Шостуха  Олександр(190).
Тренер:

### КТУ(Кривий Ріг)
Березюк Олександр(185), Бєлий Владислав(192), Букрєєв Олександр(198), Гулеватий Вадим(200), Зелених Максим(192), Колесник Сергій(192), Лазарєв  Олександр(171),  Нетреба  Сергій (190), Мазуренко Андрій(202), Мальчевський Віталій(200), Савін  Валерій(198), Селіванов Ян(200),  Удовиченко Сергій(181). 
Тренер:  Непийвода Василь .

### МНТУ(Київ)
Ашурков Кирило(191), Гоцій Богдан(200), Гукасов Павло(184), Каланча Олександр(196), Калугін Борис(196), Кметюк Тарас(192), Котов Олег(190), Масюк Данило(190), Мирзак Сергій(199), Нескоромний Богдан(197), Ожерельєв Сергій(203), Почтар Дмитро(205), Радлінський Микола(195), Сорока Павло(197), Торопенко Вадим(189), Харченко Павло(193), Черногор Антон(198).
Тренер:  Тульчинський Ростислав.

### Хімік-2 (Южне)
Антонець Дмитро(197), Вернік Костянтин(180), Єрьомін Микола(204), Завадський Станіслав(210), Кальніченко Андрій(196), Коровяков Євген(196), Крамар Олег(200), Коломийченко Дмитро(195), Лапигін Артем(210), Мещеряков Ігор(200), Попов Сергій(190), Посохов Олександр(194), Сабутський Сергій(208), Сізов Олександр(196), Фрасенюк Юрій(197).
Тренер:  Вржина Олександр.

### Домоград  (Одеса)
Берлінський Олексій(202), Вознюк Сергій(182), Волков Максим(186), Вохмін Євген(198), Кім Андрій(182), Костенко Олексій(206), Красильніков Денис(195), Кучеренко Георгій(189), Лапенко Сергій(192), Мартинов Олег(198), Нарівончик Дмитро(207), Нікульча Георгій(196), Політов Дмитро(190), Полторацький Кирило(203), Усенко Віталій(195), Хітов Артем(193), Шульте Юрій(185).
Тренер:  Радов Віталій.

### Аджалик (Южне)
Бринза Вячеслав(200), Дранченко Ігор(188), Женков Степан(193), Житарюк Вячеслав(197), Коваль Сергій(185),  Мякінін Сергій(206), Парвадов Денис(190), Рябчук Олександр(185), Сабутський Олександр(208), Сокіл Роман(210), Тимощук Микита(193), Ходов Дмитро(203), Чернобривченко Євген(200). 
Тренер:  Жвинклис Жидрунас.

### БК «Орлан-Мауп» (Сімферополь)
Абдулаєв Андрій(193), Авдєєв Кирило(196,Говерла), Варданія Ангорі(195), Василенко Сергій(205), Волков Ігор(185), Ільїчьов Євген(200), Коротков Ілля(195), Курілко Олександр(196), Макаров Михайло(181), Мариненко Володимир(204), Поліщук Дмитро(183), Семенов Дмитро(203), Ушаков Денис(202), Федіско Віталій(188), Шевченко Андрій(187).
Тренер:  Ушаков Денис

### «Коксохім-Сталь» (Алчевськ)
Анохін Вячеслав(180), Ануфрієв Євген(202), Березюк Борис(196), Буяков Євген(192, Дніпро-2), Васильченко Ігор(198), Глазов Вячеслав(198), Гончаров Олександр(198),  Доценко Юрій(181), Єськов Микита (202), Кашевський Іван(205), Киященко Сергій(194), Копилов Дмитро(208), Корольов Вадим(194),  Косенко Віталій(188), Лисенко Юрій(195), Литвинов Олексій(182), Малахов Вячеслав(201), Нечосов Антон(201), Нечосов Денис(194), Неботов Олексій(190), Папу Андрій(184), Просянников Андрій(185), Просянников Ігор(183),  Тонкоус Євген(183),  Хайло Павло(180), Ходикін Руслан(192), Швець Олександр(182), Щепкін Артем(188, МБК Одеса).
Тренер:  Безуглов Олександр

### Азовмаш-2  (Маріуполь)
Байда Богдан(188), Богданов Олександр(195), Буц Антон(196), Дорошков Олександр(202), Івшин Максим(207), Колядов Максим(196), Коршунов Юрій(194), Кубіні Дюла(210), Курдіновський Андрій(196), Лактіонов Ігор(195), Мелєшко Артем(183), Москаленко Сергій(193), Носков Денис(195), Оснач Олександр(201), Подтикан Петро(206), Рожков Антон(194), Скляр Володимир(201), Шевцов Сергій(182), Шестак Антон(206),
Тренер:  Кочура Ігор.

### Миколаїв-2  (Миколаїв)
Аршинов Олександр(187), Баланюк Ігор(180), Бугасов Олег(199), Вертипорох Денис(196), Гаркуша Григорій (192,Орлан), Гладир Сергій Вікторович(193,Орлан), Кондратьєв Владислав(201), Король Олександр(194,Орлан), Кухарський Єгор(184), Левченко Антон(201), Лубінець Андрій(192), Норенко Вадим(203,Орлан), Ожегов Максим(190), Сільковський Ігор(194), Тонченко Владислав(185,Орлан), Шепіль Максим(192), Немнонов Денис(185), Новіков Андрій(182,Орлан), Степанов Сергій(197), Шинкаренко Дмитро(198), Отверченко Руслан(192).
Тренер:  Кірлан Сергій.

### Ферро-ЗНТУ (Запоріжжя)
Білецький Єгор(193), Бутенко Володимир(185), Вікторов Кирило(185), Гузь Володимир(202), Дудник Юрій(185), Дупак Максим(192), Драгунов Євген(195), Зайцев Михайло(201), Захаров Ігор(178), Змитрович Яків(197), Калабухов Олег(188), Литвишко Антон(194), Овдєєнко Станіслав(190), Пелех Сергій(185), Попович Артем(191), Чміль Максим(209), Широбоков Сергій(185), Юрьєв Михайло(193).
Тренер:  Широбоков Олександр.

### БК «Тернопіль-ТНЕУ» (Тернопіль)
Гелашвілі Гела(205), Довжук Олександр(196), Калугін Борис(197), Кіба Сергій(197), Лебідь Артем(201), Прутко Богдан(182), Тарасенко Костянтин (210).
Тренер:

### КДПУ Кривбасбаскет (Кривий Ріг)
Борисов Андрій(197), Зайцев Ігор(204), Коверга Юрій(190), Лабетик Віктор(190), Савостін Олександр(187), Саліш Денис(200), Салко Петро(178), Снитко Сергій(188), Соляник Дмитро(204), Шрам Ярослав(187), Юрченко Євген(191).
Тренер:  Максимчук Віктор.

### Мавпа-Рятівник (Черкаси)
Авдєєв Володимир(202), Алексейчик Станіслав(210), Барбул Максим(195), Жук Олексій(185, БК Дніпро), Козловець Дмитро, Лихо Даниїл(200), Лохманчук Юрій(195), Панасюк Назар(191), Петренко Артем(189), Станкевич Андрій, Стельмашенко Андрій(203), Супрун Антон(203), Темрякович Олег, Ткаченко Євгеній(196), Треніхін Владислав(204), Халабуда Ігор(185), Липовцев Дмитро(203), Фесенко Кирило Анатолійович(213), Цьопич Павло(182).
Тренер:  Федоренко Анатолій.

### ЛегкПром-КНУТД (Київ)
Бабич Роман(182), Біліченко Андрій(207), Вівдич Анатолій(196), Ворник Євген(208), Гонтаренко Антон(197), Ємець Олег(186), Іванов Костянтин(192), Коваленко Юрій(196), Копил Сергій(201), Крилов Святослав(195), Махотка Сергій(200), Неруш Олександр(192), Огоє Генрі(197), Стефанишин Леонід(200), Сувак Віктор(202), Федун Дмитро(183), Цьопич Павло(182), Шуравін Едуард(190).
Тренер:  Бусигін Андрій. 